# Église Saint-Nicolas de Peudry
L'église Saint-Nicolas de Peudry est une église catholique située à Saint-Martial, en France.

## Localisation
L'église est située dans le département français de la Charente, sur la commune de Saint-Martial, au hameau de Peudry.

## Historique
L'édifice est classé au titre des monuments historiques en 1987.